# 4915 Solzhenitsyn
4915 Solzhenitsyn è un asteroide della fascia principale. Scoperto nel 1969, presenta un'orbita caratterizzata da un semiasse maggiore pari a 3,0693869 UA e da un'eccentricità di 0,2875945, inclinata di 3,84256° rispetto all'eclittica.